# Drosophila robusta
Drosophila robusta este o specie de muște din genul Drosophila, familia Drosophilidae, descrisă de Sturtevant în anul 1916. Conform Catalogue of Life specia Drosophila robusta nu are subspecii cunoscute.